# ديميتروف (أرارات)
مدينة ديميتروف (بالأرمينية:Դիմիտրովը) (بالإنجليزية: Dimitrov)‏ هي إحدى المدن التابعة لمقاطعة أرارات في أرمينيا. يقدر عدد سكانها بـ 1296 نسمة حسب الإحصاء الذي جرى عام 2011.